# Distretto di Waldenburg
Il distretto di Waldenburg è un distretto del Canton Basilea Campagna, in Svizzera. Confina con i distretti di Liestal a nord e di Sissach a nord-est e con il Canton Soletta (distretti di Gösgen a est, di Olten a sud-est, di Gäu e di Thal a sud, di Thierstein a ovest e di Dorneck a nord-ovest). Il capoluogo è Waldenburg.

## Comuni
Amministrativamente è diviso in 15 comuni:
- Arboldswil
- Bennwil
- Bretzwil
- Diegten
- Eptingen
- Hölstein
- Lampenberg
- Langenbruck
- Lauwil
- Liedertswil
- Niederdorf
- Oberdorf
- Reigoldswil
- Titterten
- Waldenburg